# Evoluzione territoriale della Prussia
Questa voce tratta dell'evoluzione territoriale della Prussia e del Brandeburgo, dalla fondazione della marca di Brandeburgo nel 1157 fino alla dissoluzione dello Stato Libero di Prussia nel 1947.

## Marca di Brandeburgo

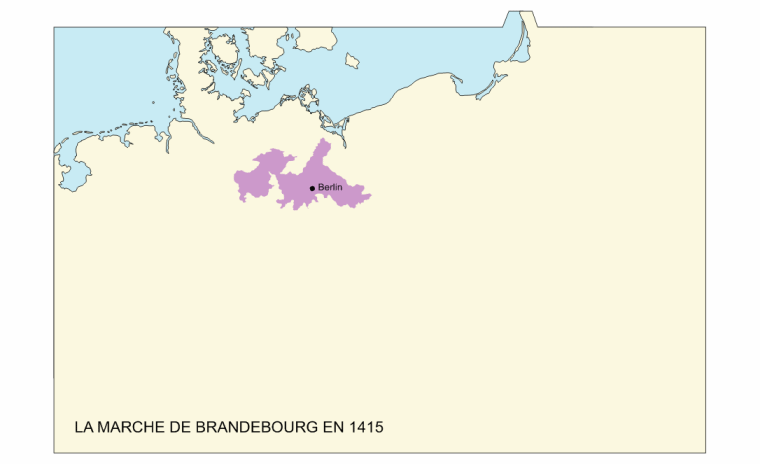
La marca di Brandeburgo nel 1415.

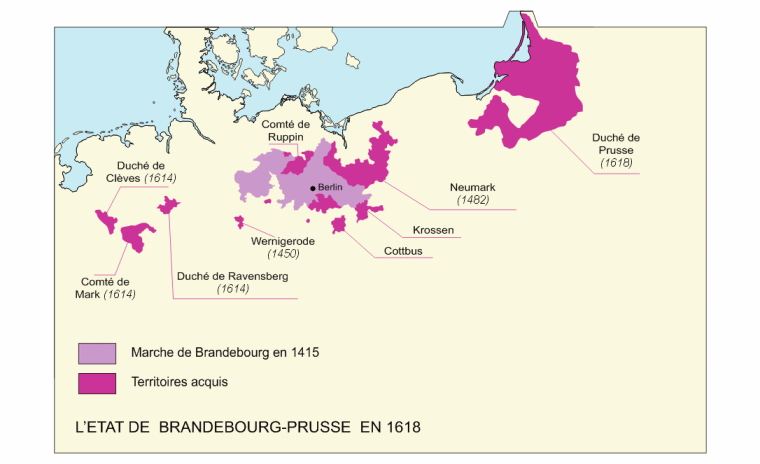
Acquisizioni della marca di Brandeburgo dal 1415 al 1618.

- 1402: il territorio imperiale della Neumark è ceduto all'Ordine Teutonico.
- 1429: la Neumark passa interamente ai cavalieri Teutonici.
- 1454-1455: con i trattati di Cölln e Mewe la Neumark torna al Brandeburgo.
- 1468: il Brandeburgo riscatta completamente la Neumark dai cavalieri dell'Ordine Teutonico per 40.000 fiorini.
- 1614: con il trattato di Xanten il Brandeburgo acquista il ducato di Cleves, la contea di Mark e il ducato di Ravensberg.
- 1618: acquisizione del ducato di Prussia.

## Brandeburgo-Prussia

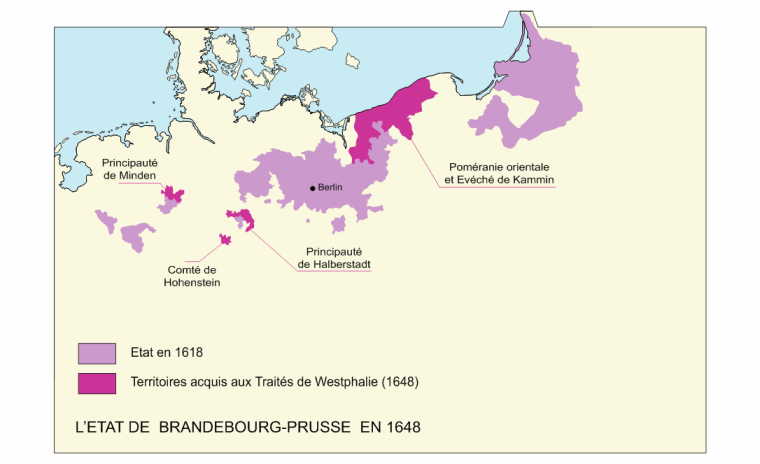
Acquisizioni dal 1618 al 1648 (Brandeburgo-Prussia).

- 1648, pace di Vestfalia: acquisto della Pomerania Orientale e dei vescovadi di Magdeburgo, Halberstadt, Kammin e Minden.
- 1657, trattato di Bromberg: il Brandeburgo-Prussia ottiene Lauenburg, Bütow e Draheim (confermato nel 1660 dal trattato di Oliva)
- 1680, secolarizzazione dell'arcivescovado di Magdeburgo: acquisto del Ducato di Magdeburgo in virtù dei trattati del 1648.
- 1691: acquisizione della città Tauroggen (ora in Tauragė in Lituania) grazie al matrimonio tra Luigi di Brandeburgo e la principessa Ludwika Karolina Radziwiłł.

## Regno di Prussia

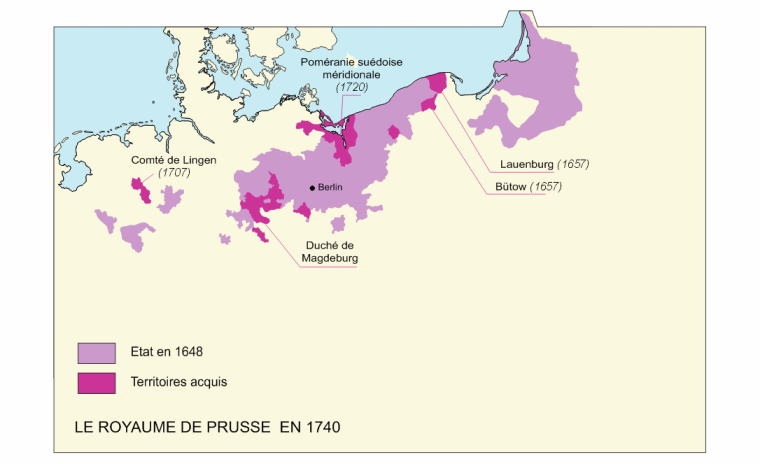
Acquisizioni de 1648 al 1740 (Regno di Prussia).

### Federico I (1701-1713)
- 1702: Federico I di Prussia eredita la contea di Lingen.
- 1707, estinzione della casa Orléans-Longueville: i territori di Neuchâtel diventano parte della Prussia.

### Federico Guglielmo I (1713-1740)
- 1713, trattato di Utrecht: acquisizione di una parte della Gheldria spagnola, compresa la città di Geldern.
- 1720, trattato di Stoccolma: acquisizione della parte meridionale della Pomerania svedese.

### Federico II (1740-1786)

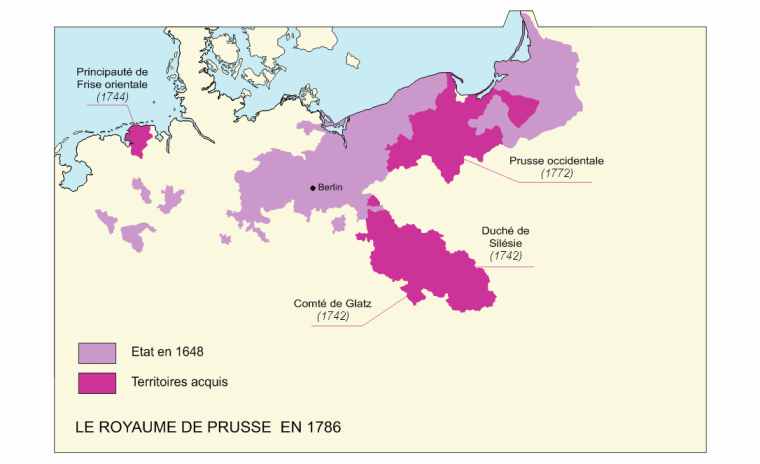
Acquisizioni de 1740 al 1786 (Regno di Prussia).

- 1742, trattato di Breslau : acquisizione della gran parte dei ducati della Slesia e della contea di Glatz.
- 1744, estinzione del ramo maschile della famiglia Cirksena: alla morte dell'ultimo principe di questa casata, Carlo Edzardo, il Principato della Frisia orientale viene annesso nei possedimenti territoriali di Federico II di Prussia.
- 1772, prima spartizione della Polonia: la Prussia acquista la Ermland (Varmia) e la Prussia Reale (organizzata nella provincia della Prussia Occidentale), la contea della Pomerania, ma senza la città di Danzica, le contee di Marienburg (Malbork), Kulm (Chełmno), senza però la città di Toruń, e alcuni distretti nella Grande Polonia.

### Federico Guglielmo II (1786-1797)

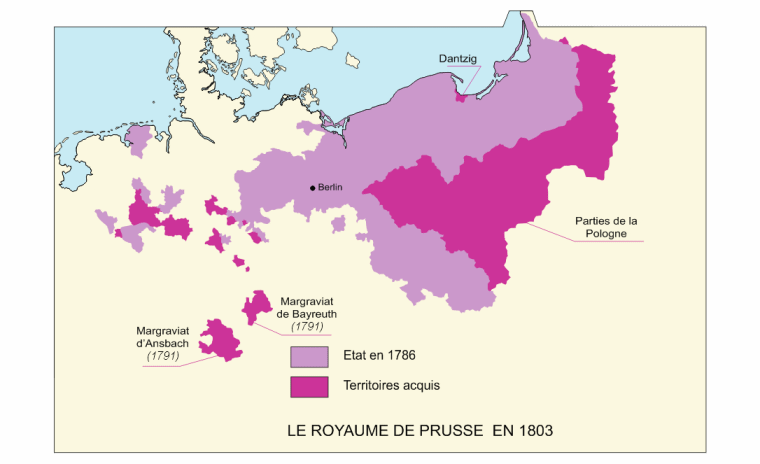
Acquisizioni de 1786 al 1803 (Regno di Prussia).

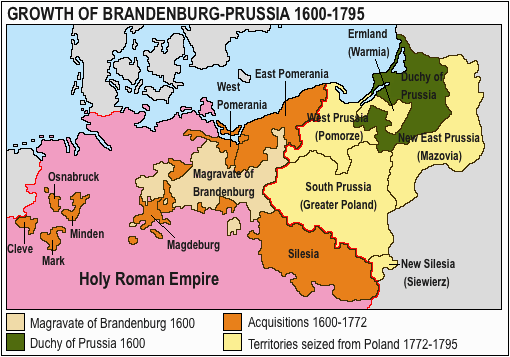
Le nuove province orientali annesse al Regno di Prussia negli anni 1772-1795.

- 2 dicembre 1791: il Principe e Margravio di Ansbach, Carlo Alessandro di Brandeburgo-Ansbach, vende la sovranità sui suoi principati al Re Federico Guglielmo II di Prussia.
- 28 gennaio 1792: il Principato di Ansbach viene formalmente annessa dallo stato prussiano.
- 1793, seconda spartizione della Polonia: acquisizione del resto della Grande Polonia e di una parte della Mazovia, organizzate nella provincia della Prussia Meridionale, e delle città di Danzica (Danzig) e Toruń (Thorn).
- 1794: perdita della Gheldria prussiana a favore della Prima Repubblica francese.
- 1795: terza spartizione della Polonia: annessione del resto della Masovia con Varsavia (organizzata nella provincia della Nuova Prussia Orientale) e di una parte della Piccola Polonia (organizzata nella provincia della Nuova Slesia). Perdita della città di Tauroggen a favore dell'Impero russo.

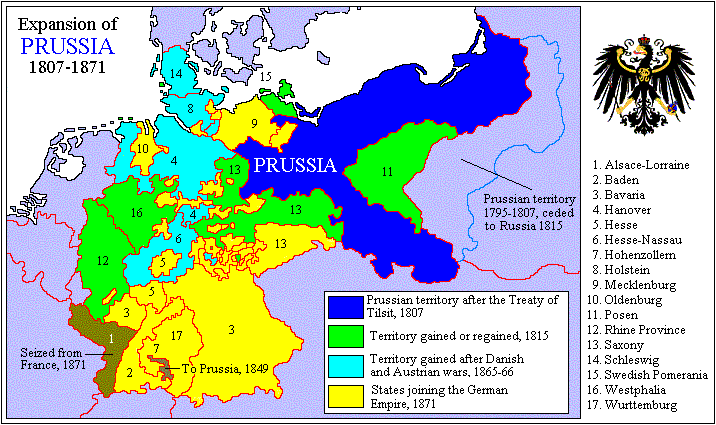
Espansione della Prussia (1807-1871).

### Federico Guglielmo III (1797-1840)

Il Regno di Prussia (in blu) all'interno dell'Impero tedesco (1871-1918).

Lo Stato Libero di Prussia (1918-1947).

- 1803: Reichsdeputationshauptschluss: la Prussia acquista i principati vescovili di Hildesheim e di Paderborn, parte di quello di Münster e di quello di Magonza, compresi i territori della Turingia prima soggetti all'arcivescovo di Magonza, le città imperiali di Mühlhausen, Nordhausen e Goslar, oltre ai territori soggetti ai monasteri di Quedlinburg, Elten, Essen, Werden e Cappenberg.
- 1806: perdita del principato di Neuchâtel a favore del Primo Impero francese (la regione viene governata da un Maresciallo di Napoleone, Louis Alexandre Berthier).
- 9 luglio 1807, pace di Tilsit: la Prussia perde tutti i territori ad est del fiume Elba, che vengono assegnati al neonato Regno di Vestfalia, e gran parte dei possedimenti in terra polacca, che vanno a formare il semi-indipendente Ducato di Varsavia. Cottbus passa al Regno di Sassonia, mentre Białystok viene assegnata alla Russia.
- 1814-1815, Congresso di Vienna: la Prussia recupera una parte dei territori polacchi perduti nel 1807, organizzati nel Granducato di Poznań, e riceve il 40% della Sassonia (più tardi nota come provincia di Sassonia), con la restante parte resa al Re Federico Augusto I di Sassonia (Regno di Sassonia), la Westfalia e la Renania settentrionale.

### Federico Guglielmo IV (1840-1851)
- 1850: i principati di Hohenzollern-Sigmaringen e Hohenzollern-Hechingen, appartenenti alla linea cattolica degli Hohenzollern, passano alla Prussia che li unisce nella provincia di Hohenzollern e ne mantiene tutte le istituzioni interne ad eccezione del governo che passa a quello centrale di Berlino.

### Guglielmo I (1861-1888)
- 16 luglio 1866: occupazione dell'indifesa Città libera di Francoforte da parte delle truppe prussiane al comando del generale Edward Vogel von Falckenstein.
- 23 agosto 1866, trattato di Praga: annessione dei ducati dello Schleswig e dell'Holstein e del Regno di Hannover.
- 20 settembre 1866: annessione dello stato di Assia-Kassel.
- 3 ottobre 1866: annessione del Ducato di Nassau che va a costituire la nuova provincia prussiana di Assia-Nassau.
- 8 ottobre 1866: annessione alla Prussia della Città libera di Francoforte.

### Guglielmo II (1888-1918)
- 9 novembre 1918: dopo la sconfitta dell'Impero tedesco nella prima guerra mondiale, il regno di Prussia viene sciolto dall'assetto monarchico dando vita al Libero Stato di Prussia.

## Stato Libero di Prussia
- 28 giugno 1919, trattato di Versailles: eccetto per le colonie, quasi tutte le perdite territoriali della Germania dopo prima guerra mondiale colpiscono la Prussia, che perde territori a favore del Belgio (Eupen e Malmedy), della Danimarca (Schleswig settentrionale fino a Tondern nello Schleswig-Holstein, in seguito a un plebiscito), della Lituania (la regione di Memel della Prussia Orientale), della Cecoslovacchia (area di Hlučínsko), della Francia (la maggior parte della Saar) e soprattutto della Seconda Repubblica di Polonia (gran parte della Posnania e della Prussia Occidentale, come anche una sezione orientale della Provincia di Slesia). La Provincia del Reno diviene zona demilitarizzata; la città di Danzica con il delta della Vistola sul mar Baltico, viene resa Città libera di Danzica, sotto l'autorità della Società delle Nazioni e della Polonia.

Queste perdite territoriali separano la Prussia Orientale dal resto della nazione, ora accessibile solo con la ferrovia attraverso il Corridoio polacco o per mare.
- 1919: la parte restante della Provincia della Slesia che non era stata ceduta alla Polonia o alla Cecoslovacchia, viene divisa nelle province dell'Alta Slesia e della Bassa Slesia.
- 1920, legge della "Grande Berlino" (Groß-Berlin-Gesetz): viene creata la nuova provincia di Berlino, separando la capitale dalla Provincia del Brandeburgo. Vengono riuniti, oltre al vecchio territorio cittadino berlinese, 7 città, 59 comuni rurali (Landgemeinde) e 27 distretti agricoli (Gutsbezirk); il nuovo territorio cittadino risulta diviso in 20 distretti amministrativi (Verwaltungsbezirk), brevemente "distretti" (Bezirk). Questa nuova provincia accresce le dimensioni della città di 13 volte, e i suoi confini sono ancora mantenuti, salvo modifiche di dettaglio, dall'attuale stato federale di Berlino.
- 1922: La parte restante delle province di Posnania e della Prussia Occidentale vengono combinate a formare la provincia di Posen-Prussia Occidentale.
- 20 luglio 1932, Preußenschlag ("colpo di stato prussiano"): il Cancelliere Franz von Papen esautora il governo statale prussiano con la scusa che sta perdendo il controllo dell'ordine pubblico. A causa di questa emergenza, Papen si nomina Commissario del Reich per la Prussia e prende il controllo dello Stato. Questo renderà facile ad Adolf Hitler la presa del controllo sulla Prussia negli anni seguenti.
- 1934-1935: nello stato centralizzato creato dai nazisti con la "Legge sulla Ricostruzione del Reich" (Gesetz über den Neuaufbau des Reiches) del 30 gennaio 1934 e con la "Legge dei Governatori del Reich" (Reichsstatthaltergesetz) del 30 gennaio 1935 gli stati vengono dissolti. I governi degli stati federali sono ora controllati dai governatori del Reich nominati dal Cancelliere.
- 1º aprile 1944: il governo nazista dissolve la provincia prussiana di Assia-Nassau in due province, l'Assia ed il Nassau.
- 1945: nascita delle zone di occupazione alleate della Germania.
- 1946: nelle zone occidentali le antiche Province prussiane vengono, pur con taluni spostamenti di confine, direttamente elevate a Länder autonomi.
  - Territori perduti dallo Stato Libero di Prussia dopo la sconfitta della Germania nazista nella seconda guerra mondiale:
    - Ceduti all'URSS: la parte settentrionale della Prussia Orientale. Oggi l'Oblast' di Kaliningrad è un'exclave russa tra Lituania e Polonia.
    - Ceduti alla Polonia: ogni territorio a est della Linea Oder-Neisse: quasi tutta la Slesia, la Provincia della Pomerania, la regione del Neumark nella Provincia del Brandeburgo, tutta la Prussia occidentale e la parte non ceduta alla Russia della Prussia Orientale.
    - Territori sottoposti ad occupazione sovietica: solo nella porzione di Prussia nella zona d'occupazione sovietica le antiche Province prussiane vengono, in un primo momento, mantenute come Province (il Brandeburgo e la Sassonia, cui viene aggiunto il vecchio Stato di Anhalt ma sottratta la parte contigua alla Turingia). Dopo la decisione inter-alleata del 25 febbraio 1947 con cui lo Stato prussiano viene formalmente sciolto, anche le sue Province superstiti (Brandeburgo e Sassonia) vengono elevate in nuovi Länder. Questi formeranno poi con altri la Repubblica Democratica Tedesca nel 1949, ma verranno aboliti nel 1952 e divisi fra i Distretti (Bezirke). Nel 1990, nel corso della riunificazione tedesca, dai Distretti verranno ristabiliti i Länder:
      - Brandeburgo: a partire dalla Provincia del Brandeburgo, eccettuato il Neumark ormai passato alla Polonia;
      - Sassonia-Anhalt: viene istituita come una Provincia prussiana nel 1945, dai territori dell'antica Provincia della Sassonia (eccetto il Regierungsbezirk di Erfurt), con lo Stato Libero di Anhalt, lo Stato libero di Brunswick (solo Calvörde e la parte orientale dell'antico distretto di Blankenburg) e la città turingia di Allstedt. Quando la Prussia viene abolita nel 1947, la Provincia diventa Stato della Sassonia-Anhalt;
      - Meclemburgo-Pomerania Anteriore: a partire dalla porzione superstite della Provincia di Pomerania che viene unita al preesistente Land Meclemburgo.

    - Territori sottoposti all'occupazione degli alleati occidentali: la parte restante della Prussia viene divisa (nell'agosto 1946) in diversi nuovi Länder, i quali poi formeranno con altri la Germania Ovest:
      - Schleswig-Holstein: dalla provincia di Schleswig-Holstein, sotto amministrazione inglese;
      - Bassa Sassonia: dall'unione della Provincia di Hannover con anche altri territori, sotto amministrazione inglese;
      - Renania Settentrionale-Vestfalia: dalla provincia di Vestfalia e dalla parte settentrionale della Provincia del Reno, sotto amministrazione inglese;
      - Renania-Palatinato: dalla parte meridionale della Provincia del Reno, nonché dal Palatinato renano sottratto invece alla Baviera, tutti territori sotto amministrazione francese;
      - Assia: dalla maggior parte della Provincia di Assia-Nassau insieme al Land Assia-Darmstadt, sotto amministrazione statunitense;
      - Württemberg-Hohenzollern: dalla Provincia di Hohenzollern che viene unita alla parte meridionale del Württemberg, entrambi territori sotto amministrazione francese. Questo Land verrà poi unito alla Repubblica di Baden e al Württemberg-Baden per formare il Baden-Württemberg.

    - Berlino viene divisa in quattro settori, e ben presto i destini di Berlino Est (settore sovietico) e Berlino Ovest (i settori inglese, francese e americano) si dividono. La parte occidentale della città è un'enclave circondata dalla Germania Est, e viene infine separata dalla parte orientale della città dal Muro di Berlino. Le due metà della città verranno riunite nel 1990 con la riunificazione tedesca per formare la città-stato di Berlino, interamente contenuta nel Brandeburgo. Nel 1996 viene respinta l'ipotesi di unire la regione di Berlino con il Brandeburgo.
- 25 febbraio 1947: abolizione dello Stato prussiano.

## Galleria d'immagini

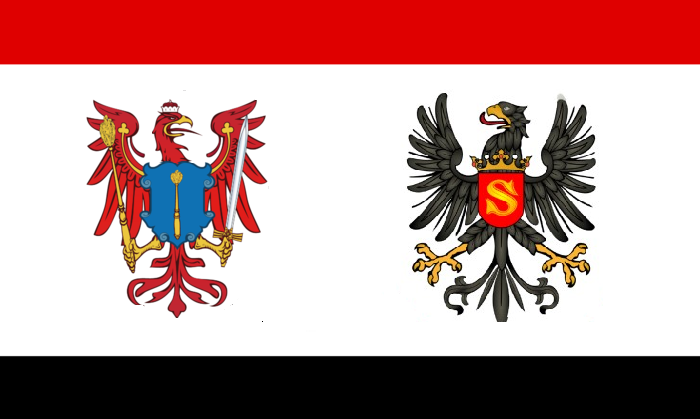
Bandiera del Brandeburgo-Prussia.
Bandiera del Regno di Prussia dal 1803 al 1892.
Bandiera della Prussia (1892-1918).
Bandiera dello Stato Libero di Prussia tra il 1918 e il 1933.
Bandiera dello Stato Libero di Prussia tra il 1933 e il 1935.